# Рис, Ди
Ди Рис (англ. Dee Rees) — американский кинорежиссёр

, сценаристка и кинопродюсер. 

## Биография
Рис получила известность благодаря своему дебютному кинофильму «Отверженная» в 2011 году, который принес ей приз кинофестиваля «Сандэнс» и специальную премию «Независимый дух».
Вторым крупным проектом Рис стал фильм HBO «Бесси», который вышел в 2015 году, также с похвалой от критиков. Позже Рис объединилась с Шондой Раймс и её студией ShondaLand для экранизации отмеченной наградами книги Изабель Вилкерсон «Тепло других Солнц: Эпическая история Великого переселения Америки» о миграции темнокожих с 1915 по 1970 года.
Рис — открытая лесбиянка. Она родилась и выросла в Нэшвилле, штат Теннеси, и окончила Нью-Йоркский университет, а в середине 2000-х начала работать снимая короткометражные фильмы.